# SM-veckan
SM-veckan är ett återkommande svenskt multisportarrangemang anordnat av Riksidrottsförbundet (RF) och Sveriges Television (SVT) tillsammans med respektive värdstad. Under det årliga arrangemanget samlas ett flertal olika sporter på samma plats, där man korar svenska mästare i respektive sport. Tävlingarna är öppna för RF:s samtliga specialidrottsförbund (71 stycken år 2017). Både en vintervecka och en sommarvecka anordnas, för vinter- respektive sommarsporter.

## Historik
Den första vinter-SM-veckan anordnades i Sundsvall 2009, och den första sommarveckan i Malmö samma år. Idén lär ha fötts av Svenska Squashförbundets ordförande Ulf Karlsson och fick tidigt positivt gensvar från SVT, som annars haft en begränsad bevakning av många små och medelstora RF-idrotters SM-arrangemang. Bakgrunden var bland annat att öka intresset för svenska mästerskap som fenomen och att kunna samla både större och mindre idrotter i ett gemensamt arrangemang.
I grundreglerna ingår att SM-veckorna ska arrangeras i olika svenska orter; samma år arrangeras således vinter- och sommarveckorna inte på samma ort. Däremot har flera orter återkommit som värdorter, och bland annat arrangerades de två första vinterveckorna i Sundsvall och de två första sommarveckorna i Malmö. Även Halmstad och Borås har arrangerat mer än en sommarvecka. Sommaren 2015 blev Sundsvall (en ort där SM-arrangemangen ägnats stor lokal uppmärksamhet) den första orten att ha arrangerat både vinter- och sommarveckor.
Det anordnades inga SM-veckor 2010 (vinter) samt 2012 (sommar) på grund av att det arrangerades olympiska spel samma säsong. Den praxisen bröts dock till OS-säsongen 2014, då det anordnades en vintervecka strax före OS i Sotji.
Sedan 2011 koras Sveriges bästa idrottsstad i samband med SM-veckan.
I Finland har man visat intresse för att kopiera den svenska modellen med sammanhållna SM-veckor. Sedan 2018 anordnas Europeiska idrottsmästerskapen även kallat EM-veckan enligt samma koncept som SM-veckan. Dessa mästerskap anordnas vart fjärde år men innehåller än så länge enbart sommaridrotter.

## Grundfakta om arrangemanget
Alla specialförbund inom RF kan arrangera sina respektive SM-arrangemang inom ramen för en SM-vecka. Anno 2017 innebar det 71 specialförbund som tillsammans organiserar tävlingar i uppemot 250 olika idrotter eller idrottsgrenar.

### Kriterier för värdstad
SM-veckans arrangemang samordnas i ett samarbete mellan RF och intresserade SF, SVT (som är sändande TV-bolag) och värdstaden. Ett antal olika kriterier är uppsatta för bedömningen av vilken stad/ort som kan utses som arrangör:
Infrastruktur
- Möjligheten för orten att härbärgera tävlingar i flera olika idrotter
- Urvalet av befintliga arenor
- Möjligheten att stänga av delar av området i samband med en SM-tävling (bland annat för segling, cykling och triathlon)
- Hotellkapacitet
- Utrymme för relaterat festivalliknande arrangemang (”eventområde”) i samband med SM-veckan
- Tillgång till befintliga ”exponeringsytor” av typen marknadsplats på orten
- Väl utbyggd kollektivtrafik som når de viktigaste tävlingsplatserna

Intresse och erfarenhet
- Kommunens vana att arrangera större evenemang
- Kommunens inställning till att SM-veckan kan bidra till stadens profilering
- Kommunens befintliga samarbete med idrottslivet
- Resurser (personal och ekonomi) som kommunen kan ställa till förfogande
- En SM-veckas förankring i övriga kommunala verksamheter (snabb hantering av tillstånd etc)

Nyckelförbunds önskemål
- Vissa ”nyckelförbunds” önskemål om placering av sitt arrangemang. Bland dessa nyckelförbund finns skidor (vinter) samt simning och friidrott (sommar).[6]

## Upplagor
Nedan listas de olika SM-arrangemangen med antal ingående idrotter år för år.

### Arrangemang år för år
| År   | Vinter                       | Vinter                            | Vinter                       | Sommar                       | Sommar                       | Sommar                       |
| År   | N:o                          | Värdstad                          | Idrotter                     | N:o                          | Värdstad                     | Idrotter                     |
| ---- | ---------------------------- | --------------------------------- | ---------------------------- | ---------------------------- | ---------------------------- | ---------------------------- |
| 2009 | I                            | Sundsvall                         | 5                            | I                            | Malmö                        | 11                           |
| 2010 | (ingen SM-vecka under OS-år) | (ingen SM-vecka under OS-år)      | (ingen SM-vecka under OS-år) | II                           | Malmö                        | 14                           |
| 2011 | II                           | Sundsvall                         | 14                           | III                          | Halmstad                     | 20                           |
| 2012 | III                          | Östersund                         | 15                           | (ingen SM-vecka under OS-år) | (ingen SM-vecka under OS-år) | (ingen SM-vecka under OS-år) |
| 2013 | IV                           | Falun                             | 16                           | IV                           | Halmstad                     | 31                           |
| 2014 | V                            | Umeå                              | 16                           | V                            | Borås                        | 41                           |
| 2015 | VI                           | Örebro                            | 24                           | VI                           | Sundsvall                    | 38                           |
| 2016 | VII                          | Piteå                             | 15                           | VII                          | Norrköping                   | 47                           |
| 2017 | VIII                         | Söderhamn                         | 20                           | VIII                         | Borås                        | 50                           |
| 2018 | IX                           | Skellefteå                        | 27                           | IX                           | Helsingborg Landskrona       | 51                           |
| 2019 | X                            | Sundsvall                         | 24                           | X                            | Malmö                        | 58                           |
| 2020 | XI                           | Luleå (inställt) Boden (inställt) |                              | XI                           | Halmstad (inställt)          |                              |
| 2021 | XII                          | Borås (inställt)                  |                              | XII                          | Halmstad (inställt)          |                              |
| 2022 | XIII                         | Piteå                             | 16                           | XIII                         | Linköping                    | 32                           |
| 2023 | XIV                          | Skövde                            | 21                           | XIV                          | Umeå                         | 24                           |
| 2024 | XV                           | Luleå Boden                       | 22                           | XV                           | Västerås                     |                              |
| 2025 | XVI                          | Borås                             |                              | XVI                          | Norrköping                   |                              |
| 2026 | XVII                         |                                   |                              | XVII                         | Karlstad                     |                              |

SM-veckorna 2020 och 2021 ställdes in på grund av Covid-19-pandemin.

### Värdstäder
| Stad        | Vinter               | Sommar               | Totalt |
| ----------- | -------------------- | -------------------- | ------ |
| Sundsvall   | 3 (2009, 2011, 2019) | 1 (2015)             | 4      |
| Malmö       | 0                    | 3 (2009, 2010, 2019) | 3      |
| Borås       | 1 (2025)             | 2 (2014, 2017)       | 3      |
| Halmstad    | 0                    | 2 (2011, 2013)       | 2      |
| Piteå       | 2 (2016, 2022)       | 0                    | 2      |
| Umeå        | 1 (2014)             | 1 (2023)             | 2      |
| Norrköping  | 0                    | 2 (2016, 2025)       | 2      |
| Falun       | 1 (2013)             | 0                    | 1      |
| Östersund   | 1 (2012)             | 0                    | 1      |
| Örebro      | 1 (2015)             | 0                    | 1      |
| Söderhamn   | 1 (2017)             | 0                    | 1      |
| Landskrona  | 0                    | 1 (2018*)            | 1      |
| Helsingborg | 0                    | 1 (2018*)            | 1      |
| Skellefteå  | 1 (2018)             | 0                    | 1      |
| Linköping   | 0                    | 1 (2022)             | 1      |
| Skövde      | 1 (2023)             | 0                    | 1      |
| Luleå       | 1 (2024*)            | 0                    | 1      |
| Boden       | 1 (2024*)            | 0                    | 1      |
| Västerås    | 0                    | 1 (2024)             | 1      |
| Karlstad    | 0                    | 1 (2026)             | 1      |

* Delat arrangörskap mellan flera städer.

## Andra betydelser
Inom bandy avses sedan länge med begreppet SM-veckan ett annat fenomen, nämligen ett samlingsnamn för alla de evenemang som arrangeras inför Svenska bandyfinalen. Det är arrangemang som brukar hållas under veckan fram till den lördag då själva bandyfinalen hålls. Här ingår t.ex. ungdoms-SM-finaler i olika åldersklasser för pojkar och flickor.